# Tringa stagnatilis

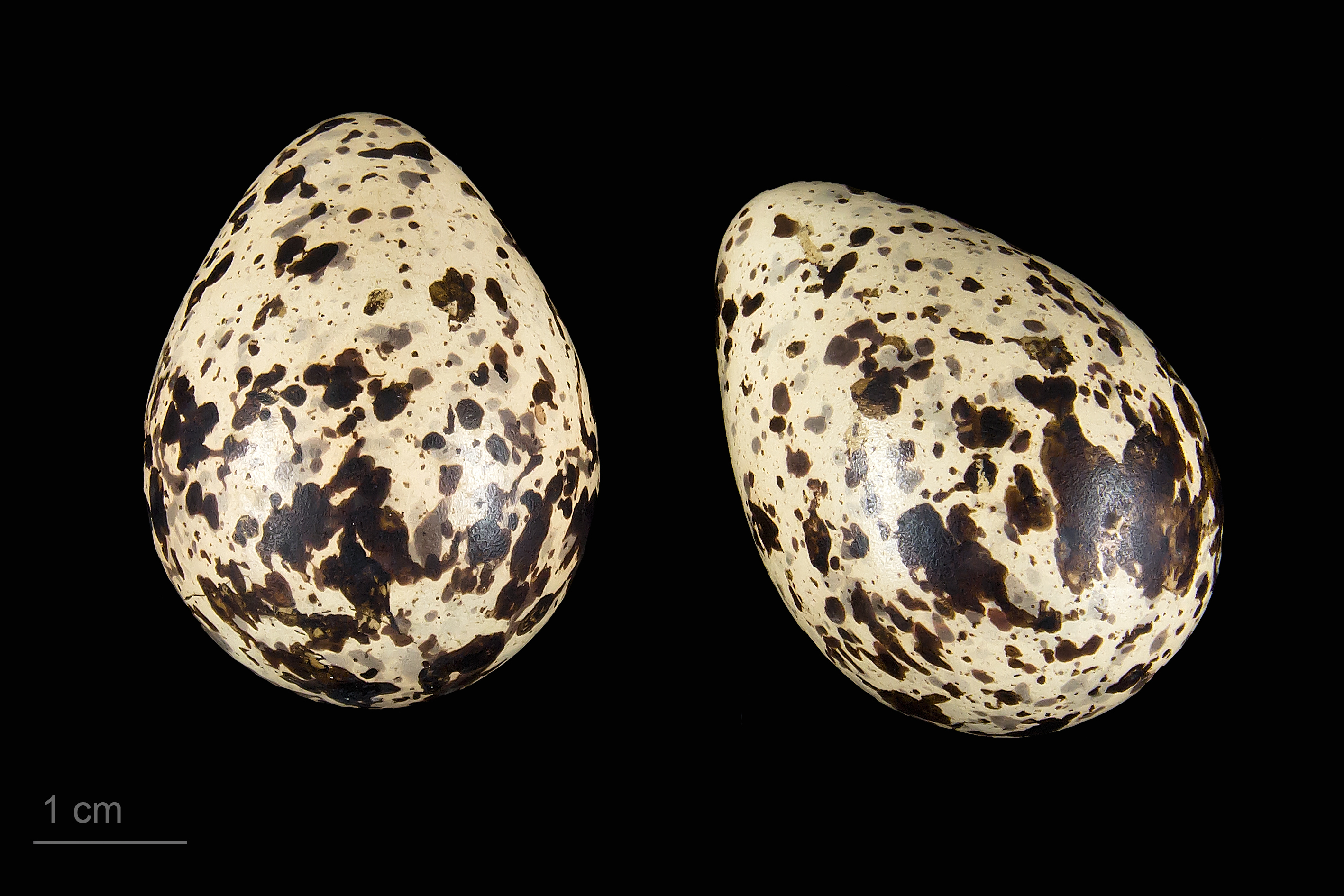
Tringa stagnatilis

L'albastrello (Tringa stagnatilis, Bechstein 1803) è un uccello della famiglia degli Scolopacidae dell'ordine dei Charadriiformes.

## Descrizione
L'albastrello è un limicolo di media grandezza, presenta una colorazione sui toni grigiastri, e a differenza della pantana (Tringa nebularia) sua stretta parente, presenta un netto sopracciglio che nel piumaggio invernale si attenua anche se è sempre presente. Inoltre altra differenza con la pantana è il becco che nell'albastrello è sottile e lungo mentre nella pantana è robusto e leggermente curvato all'insù. Da notare anche la differenza tra i vari piumaggi nelle varie età, infatti nell'adulto in piumaggio estivo notiamo una pettorina caratterizzata da una gocciolatura piuttosto evidente che raggiunge anche i fianchi; essa in inverno scompare completamente se non in qualche punto. Differente è invece il giovane che presenta una gocciolatura leggera che non scende oltre il petto. I sessi in questa specie non si distinguono.

## Sistematica
Tringa stagnatilis non ha sottospecie, è monotipica.

## Distribuzione e habitat
Questo uccello vive in Europa (Italia compresa), Asia e Africa, in Australia e Papua Nuova Guinea, e in Alaska. È di passo nel Regno Unito e nell'Europa centro-occidentale (Belgio, Germania, Danimarca, etc.), in Nuova Zelanda, Maldive e Mauritius.